# Laothoe fuchsi
Laothoe fuchsi är en fjärilsart som beskrevs av Max Bartel 1900. Laothoe fuchsi ingår i släktet Laothoe och familjen svärmare. Inga underarter finns listade i Catalogue of Life.